# John Norris
 John Norris fue un oficial naval británico de los siglos XVII y XVIII, y almirante de la Marina Real británica durante el reinado de Jorge II de Gran Bretaña.

#### Carrera Naval
Comenzó su carrera en la universidad de Lund a los 18 años.

### Primeros años
En mayo de 1699 contrajo matrimonio con Elizabeth Aylmer, hija del almirante Matthew Aylmer, que le ayudó enormemente con su distinguida carrera. Fue nombrado caballero en 1705 y almirante en 1709. Fue miembro del Parlamento desde 1708 hasta su fallecimiento. En 1707, Norris sirvió bajo las órdenes del almirante sir Cloudesley Shovell y tomó parte en la batalla de Tolón. Navegando a bordo de su buque insignia HMS Torbay, estuvo presente durante el gran desastre naval frente a las islas Sorlingas, cuando Shovell y cuatro de sus barcos se perdieron, falleciendo cerca de 2000 marineros.
Norris, cuyo apodo era foul-weather Jack (Jack el mal tiempo), desarrolló gran parte de su carrera  durante la guerra de Sucesión española al servicio de los reyes Guillermo III y Ana. Según Jorge I, fue enviado varias veces con una flota al mar Báltico para transmitir la política del rey, dando a las naciones del norte una idea de la fuerza de Gran Bretaña.

### Operaciones en el Báltico
En 1715 fue enviado con una flota al mar Báltico, oficialmente para proteger las mercancías inglesas, pero en realidad acudía a la presión de Suecia a causa de Hannover, donde Jorge I (de Gran Bretaña) era elector. Confraternizó en Reval con los rusos y obtuvo una relación amistosa con el zar Pedro, que le ofreció quedar al mando de la Armada Rusa. Sin embargo, en octubre de ese año regresó a Inglaterra. En mayo de 1716 se remitió de nuevo a las aguas de los países nórdicos con la orden de prevenir un posible intento de Suecia por los intereses jacobitas a la conquista de Escocia. Después de algunos problemas y varias reuniones con buques daneses, rusos y otros, se embarcó de nuevo en noviembre de ese año.
En 1717 volvió a negociar con el zar Pedro, ahora en Ámsterdam, pero sin resultados. Al mar Báltico regresó en 1718 con tropas de menor importancia.
Después de la muerte del rey Carlos XII de Suecia, las negociaciones entre Jorge I y Suecia se iniciaron; John Norris se encargó de evitar estragos rusos sobre la costa este de Suecia, en el momento en que llegó, los rusos ya estaban de regreso a casa, y Norris regresó a Inglaterra de nuevo.
Fue enviado en algunas expediciones más, la última en 1727.
En 1734 se convirtió en almirante de la Flota y comandante en jefe.

### Invasión Francesa
En 1740, como comandante de la Flota del Canal y el segundo cargo más alto de la Royal Navy, tomó como buque insignia el HMS Victory.
En 1744 se le da el control total de la defensa local para defender a Gran Bretaña de una inminente invasión francesa. Se estaba preparando para la batalla contra la flota francesa, cuando apareció una tormenta, salvando a Francia de una derrota probable, provocando la dispersión de los invasores y pérdidas de vidas humanas; Francia desistió en continuar. Después de esto, Norris se retiró de la marina ese mismo año.